# Mely Duver
Amelia Muñiz Fernandez (La Manjoya ,Oviedo ,23 de noviembre de 1927 - Gijón ,17 de diciembre de 2017)  Conocida artísticamente como Mely Duver ,fue una compositora española de música asturiana y música ligera.
Nació el 23 de noviembre de 1927 en la Manjoya ,Asturias. Hija de Lucía y Manuel fue la sexta de ocho hermanos.
Comienza a escribir sus canciones a los catorce años .Desde siempre fue autodidacta ,un talento natural que compensó aquellas clases de música y solfeo que no llegó a recibir.
Se casó con 17 años  y dedicó la primera mitad de su vida a sus  cuatro hijos  y  a su esposo Antonio Asensi Verdú , a los 40 años retoma su carrera musical .Mely  tomó el apellido de su marido y se llamó a sí misma Duver jugando con las sílabas de Verdú.
A principios de 1970 compone su canción más popular Covadonga ,clásico que ocupa el cuarto lugar entre las canciones asturianas de autor más  populares .Creó más de 100 melodías desde canción asturiana hasta habaneras,cumbias,pasodobles y boleros .
Veterana de la sociedad general de autores ,fue distinguida con el  premio Pegoyu asturianu el 12 de marzo de 2008.
Sus temas están registrados en la SGAE ( sociedad general de autores y editores).
| Año de publicación | Título                              | Solista o grupo | Temas |
| ------------------ | ----------------------------------- | --------------- | --- |
| 1977               | Para los amigos de Asturias         | Almas Unidas    | - Covadonga - Bella aldeana |
| 1981               | Fiesta en la aldea                  | Vicente Díaz    | - Covadonga |
| 1983               | De Asturias a Hispanoamérica        | Duo costa verde | - Covadonga - Asturias |
| 1984               | Orbayu                              | Vicente Díaz    | - Cuando bajo al puerto - Verdes montañes - Llabrador |
| 1985               | Retazos                             | Vicente Díaz    | - Sentí una gaita sonar |
| 1985               | Silencio Asturias                   | Carlos Blanco   | - Ay mi asturiana - Ay pescador |
| 2008               | La capitana                         | Sabela          | - Sentí una gaita sonar |

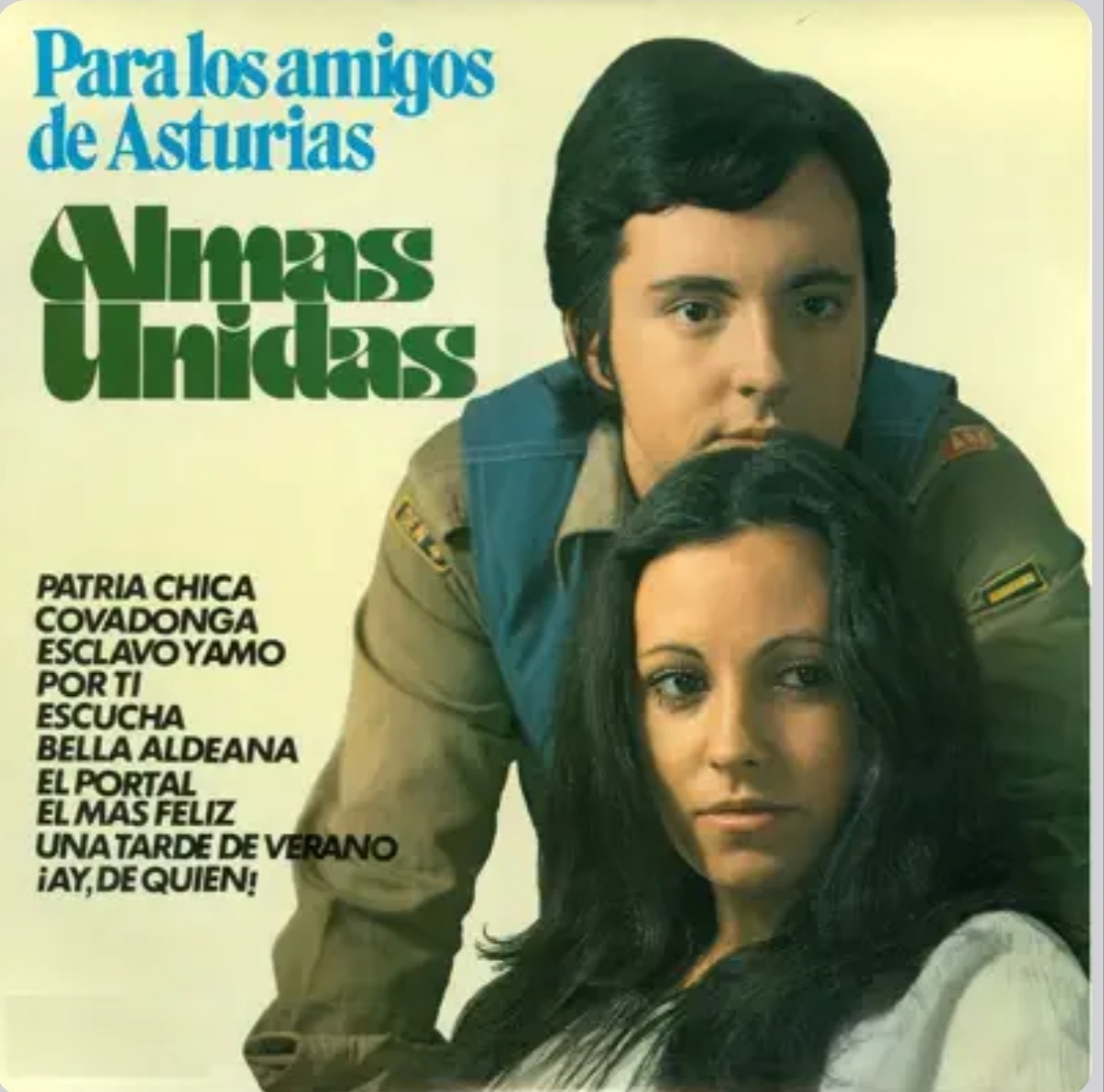

| 2008               | Gijón perla del mar                 | Ana Belén Yuste | - Gijón perla del mar ,Viviendo de mentiras, olvidate,cerca del mar,España huele a claveles,Azares de la vida,En una noche de luna,Que no merece la pena,Cuando miro a tu ventana,Amanecer contigo, Si no crees en dios. |
| 2018               | España canta y baila(recopilatorio) | Almas Unidas    | - Covadonga |

Cuando yo fui a Covadonga
volví con desilusión
pues me dijo la Santina
que no me tienes nada de amor.
Como puedes comprender
traigo el corazón partido,
todo lo que te rondé,
morena mía, tiempo perdido.
Ven morena ven ,bailemos a la gaita,
ven morena ven, bailemos al tambor,
que aunque no me quieras todo puede arreglarse ,
pues la virgen dijo: no le guardes rencor.
Bailemos a la gaita ,bailemos al tambor.
Hoy vuelvo de Covadonga,
Traigo alegre el corazón
pues me dijo la Santina
Que ya me tienes algo de amor.
Doy gracias a la Señora
del consejo que me dio:
que aunque tú no me quisieras
no te guardara ningún rencor.
Ven morena ven ,bailemos a la gaita,
ven morena ven , bailemos al tambor,
que aunque no me quieras todo puede arreglarse,
pues la Virgen dijo : no le guardes rencor.
Bailemos a la gaita , bailemos al tambor
1. ↑  F.-ESCANDÓN, CARLOTA (11 de marzo de 2008). «Mely Duver y Ana Belén Yuste cautivaron con su nuevo disco». El Comercio: Diario de Asturias. Consultado el 15 de septiembre de 2024.
2. ↑  «Cuando fui a Covadonga». La Voz de Asturias. 2 de febrero de 2018. Consultado el 15 de septiembre de 2024.
3. ↑  «Los 10 cantares más populares n’Asturies con autor conocíu. Asturias Mundial.». Asturias Mundial. Consultado el 15 de septiembre de 2024.
4. ↑  M, E. L. (10 de marzo de 2008). «Luces de Ciudad homenajea hoy a la compositora Mely Duver | El Comercio: Diario de Asturias». El Comercio. Consultado el 17 de septiembre de 2024.
5. ↑  «Disclaimer». enlinea.sgae.es. Consultado el 15 de septiembre de 2024.
6. ↑  «Ana Belén Yuste presentó su primer disco». La Nueva España. 11 de marzo de 2008. Consultado el 15 de septiembre de 2024.

- Discogs.com .Discografía de Mely Duver
- Todocolección.net.España canta y baila.
- Los compositores de la asturianada
- De Somió a Cimadevilla.Diario el comercio.2 de marzo de 2015.
- Gijón rejuvenece la voz melódica asturiana. La nueva España .22 de agosto de 2010.

- Datos: Q130370008